# Phage T2
Escherichia virus PGT2
Espèce
Le phage T2, Escherichia virus PGT2, est une espèce de virus du genre Ermolevavirus. Ce sont des bactériophages de type T4 (T4-like) qui infectent et tuent Escherichia coli, une entérobactérie. Son génome est constitué d'ADN bicaténaire linéaire qui se répète à chaque extrémité. Il est recouvert d'une capside protéique.
Le phage T2 est capable de convertir rapidement une cellule d'E. coli en unité de production de virus T2 qui libère des virions par rupture de la membrane cellulaire à la fin du cycle lytique. Des expériences à l'aide de phages T2 menées en 1952 par Alfred Hershey et Martha Chase ont démontré comment l'ADN viral est injecté dans la bactérie alors que la partie protéique du virus reste à l'extérieur de la cellule, puis comment l'ADN viral situé dans la cellule permet la production de nouvelles particules virales constituées d'ADN et de protéines : ces travaux, connus sous le nom d'expériences de Hershey et Chase, ont établi que l'ADN, et non les protéines, sont le support de l'information génétique.
Sept phages infectant couramment E. coli ont été étudiés en détail et nommés de type 1, type 2, type 3, etc. par commodité (T1, T2, T3...), mais la grande similitude structurelle des bactériophages T2, T4 et T6 conduit à regrouper ces derniers sous l'appellation « T pair » (T-Even en anglais).

## Référence biologique
- (en) ICTV : Escherichia virus PGT2  (consulté le 26 janvier 2021)